# Stazione di Groninga Europapark
Groninga Europapark, è una stazione ferroviaria secondaria passante di superficie sulla linea ferroviaria Meppel-Groninga nella città di Groninga, Paesi Bassi.